# ادیت شولتزه-وستروم
ادیت شولتزه-وستروم (انگلیسی: Edith Schultze-Westrum؛ ‏۳۰ دسامبر ۱۹۰۴ – ۲۰ مارس ۱۹۸۱) بازیگر اهل آلمان بود. وی بین سال‌های ۱۹۳۲ تا ۱۹۷۹ میلادی فعالیت می‌کرد.
از فیلم‌ها یا برنامه‌های تلویزیونی که وی در آنها نقش داشته‌است می‌توان به خانه زنان، ترس، استراوا و کیکی اشاره کرد.